# SPICA (企業)
SPICA S.p.A.（Società Pompe Iniezione Cassani & Affini 、スピカ）は、イタリアの燃料噴射装置の製造業者である。

## 概要
SPICAは1932年にフランチェスコ・カッサーニ（Francesco Cassani ）により設立された。SPICA社製の燃料噴射装置はディーゼルエンジンとガソリンエンジンの双方で使用された。
1941年にアルファロメオがSPICAの経営権を握り、後に点火プラグ、ショックアブソーバー、オイルポンプやその他の部品を製造するようになった。
1987年にSPICAはフィアット・グループの傘下に入り、1995年にはデルファイとTRWへ売却された。
創業者のフランチェスコ・カッサーニは1942年にSPICAを去り、兄弟のエウジェーニオ（Eugenio ）とともにSAME（SAME、ザーメ）と呼ばれる新会社を設立した。現在、この会社はSAME・ドイツ＝ファール（Same Deutz-Fahr ）として知られている。